# ماسدونك
ماسدونك Maasdonk  بلدية سابقة بمقاطعة شمال برابنت، جنوبي هولندا، تم تأسيسها عام 1993 وحتى 1 يناير 2015، حيث تم دمجها مع بلديات سيرتوخيمبوس وأوس.